# Syracuse (Missouri)
Syracuse és una població dels Estats Units a l'estat de Missouri. Segons el cens del 2000 tenia 172 habitants.

## Demografia
Segons el cens del 2000, Syracuse tenia 172 habitants, 70 habitatges, i 51 famílies. La densitat de població era de 174,8 habitants per km².
Dels 70 habitatges en un 31,4% hi vivien nens de menys de 18 anys, en un 62,9% hi vivien parelles casades, en un 7,1% dones solteres, i en un 27,1% no eren unitats familiars. En el 20% dels habitatges hi vivien persones soles el 2,9% de les quals corresponia a persones de 65 anys o més que vivien soles. El nombre mitjà de persones vivint en cada habitatge era de 2,46 i el nombre mitjà de persones que vivien en cada família era de 2,78.
Per edats la població es repartia de la següent manera: un 22,7% tenia menys de 18 anys, un 9,3% entre 18 i 24, un 30,2% entre 25 i 44, un 32,6% de 45 a 60 i un 5,2% 65 anys o més.
L'edat mediana era de 37 anys. Per cada 100 dones de 18 o més anys hi havia 107,8 homes.
La renda mediana per habitatge era de 34.773 $ i la renda mediana per família de 38.214 $. Els homes tenien una renda mediana de 24.750 $ mentre que les dones 21.389 $. La renda per capita de la població era de 18.463 $. Cap de les famílies i el 4,5% de la població estaven per davall del llindar de pobresa.

## Poblacions més properes
El següent diagrama mostra les poblacions més properes.